# Арифмомания
Арифмомани́я, «счетово́дство» — вид обсессии, представляющий собой навязчивую иррациональную потребность подсчитывать предметы (дома, окна, людей, плитки, карандаши, буквы и так далее), вне зависимости от их формы, размера, цвета и тому подобного.
В более тяжёлой стадии больной может стараться запоминать числа (например, номера домов, телефонов), не оставляя себе права забывать их. Над числами могут проводиться различные операции (сложение, деление, умножение). Подсчёт может быть слышен для других, а может проходить в уме, без озвучивания.
О наличии у человека арифмомании окружающие могут даже не подозревать, так как постоянный счет в голове больного не обязательно им афишируется. Более того, сам больной может считать такой счёт для себя нормальным, рационализируя его тем, что ему нужно держать все в порядке и под контролем. Это делает невозможным перечисление всех вариантов арифмомании, так как многие из них остаются известными только самим больным.

## История
Впервые арифмоманию описал французский психиатр Ж.-Ж.-В. Маньян в 1883 году.

## В популярной культуре
- В фольклоре вампиров часто изображают страдающими арифмоманией (подсчитывание семян или зерен риса)[4]. Например, Граф фон Знак из «Улицы Сезам» помешан на числах.